# Олимпик-Дам

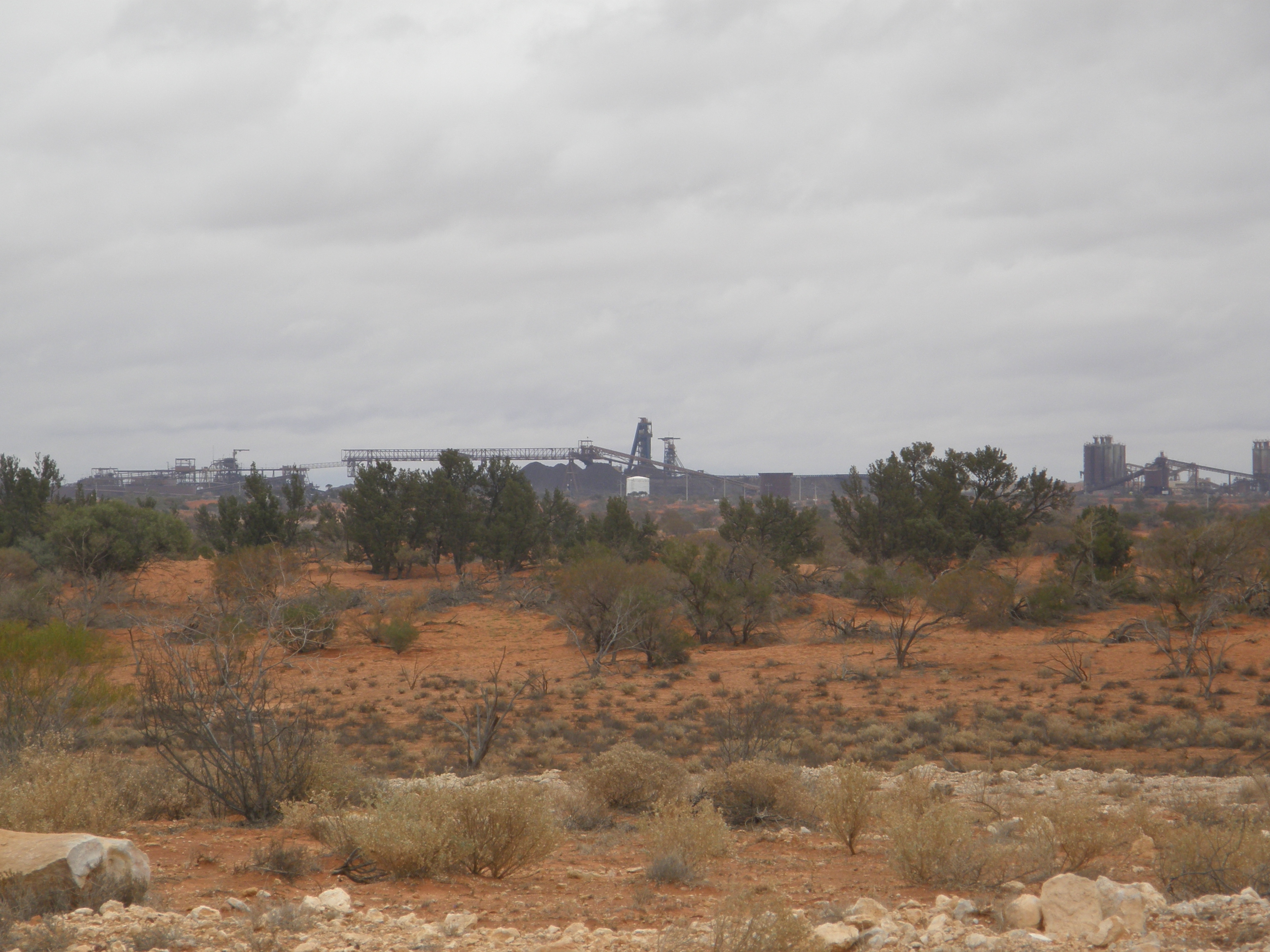
Добывающее предприятие месторождения Олимпик Дам

Оли́мпик Дам (англ. Olympic Dam mine) — месторождение полиметаллических руд, расположенное в Австралии (штат Южная Австралия, в 550 км к северо-западу от Аделаиды). Является самым крупным месторождением урана в Австралии и одним из крупнейших в мире месторождений урана и меди (второе место по объёмам производимого урана и первое – по разведанным запасам (ок. 40% известных мировых запасов), третье-четвёртое место по запасам меди). Также отличается крупными запасами золота, серебра и железа. Основа эксплуатации месторождения – добыча меди (до 70% прибыли от эксплуатации), урана (25% прибыли), а также золота и серебра (до 5% прибыли). Владельцем и основным эксплуатантом месторождения является BHP Billiton. 
Открыто в 1975 г., эксплуатируется с 1988 г. Оценочные запасы месторождения составляют 2,95 млрд. тонн руды (с содержанием меди 1,2%, урана – 0,04%, золота - 0,5 г/т, серебра - 6 г/т). Достоверно подтверждённые запасы урана составляют 356 тыс. тонн (в виде U3O8), разведанные – не менее 1,7 млн. тонн. Производительность месторождения (данные 2010 г.): 194 тыс. т меди, 4 тыс. т урана (в виде U3O8), 3,5 т золота, 31 т серебра.
Месторождение расположено на скалистом фундаменте геологической провинции Stuart Shelf в северной части Южной Австралии. В тектоническом плане приурочено к крупному грабену в позднепротерозойском фундаменте восточной окраины Австралийской платформы. Грабен заполнен неметаморфизованными эруптивными брекчиями подстилающих гранитов и среднерифейских вулканических пород и покрыт чехлом недислоцированных осадков аделаидия (средний и верхний рифей) и кембрия. Месторождение многостадийно-полигенное стратиформного геолого-промышленного типа. Два этапа формирования месторождения (брекчирование и минерализация) тесно связаны со среднерифейской вулканической активностью.  Рудное тело залегает в магнитной гидротермальной гематитовой комплексной брекчии на глубине от 350 до 1000 м и разделено на отдельные зоны (основная рудная залежь находится на глубине около 500 м). Главными компонентами руд является медь и железо, а также уран, золото и серебро. Руды состоят из средне-зернистого халькопирита, борнита и халькозина, мелкозернистой урановой обманки, браннерита, коффинита и ураноторита (урановые минералы), золота, серебра и редко-земельных минералов (бастнезит и флоренсит). В рудном теле встречаются руды с содержанием U3O8 выше 0,2%. Добыча ведётся в шахте (на глубине до 500 м), руда дробится под землёй и транспортируется на поверхность.
Около 80% урана на месторождении добывают с помощью обычного кислотного выщелачивания флотационных отходов от добычи меди. Оставшиеся 20% получают путем кислотного выщелачивания медного концентрата, после чего этот концентрат все еще содержит до 0,15% урана. Медь выплавляют на месте.
В настоящее время на месторождении функционирует обширный многопрофильный горнодобывающий и горноперерабатывающий комплекс, состоящий из подземного рудника, обогатительных и металлургических производств, хвостохранилищ и т.п. В близлежащих городах Роксби-Даунс и Андамука проживают рабочие и обслуживающий персонал комплекса (в Роксби-Даунс также расположен аэропорт, осуществляющий авиасообщение между месторождением и Аделаидой). Месторождение обладает значительным потенциалом к увеличению объёмов добываемой руды и, как следствие, извлекаемых из неё элементов и их концентратов (ранее компания-эксплуатант месторождения уже планировала разработку руд открытым способом и строительство крупной опреснительной станции на морском побережье и водопровода (длиной более 300 км) непосредственно к месторождению для обеспечения добычи и переработки руд водой; но эти планы, требующие для своей реализации значительных капиталовложений, были отложены и пока не реализованы вследствие снижения рентабельности эксплуатации месторождения).